# Hilarempis basalis
Hilarempis basalis är en tvåvingeart som beskrevs av Smith 1969. Hilarempis basalis ingår i släktet Hilarempis och familjen dansflugor. Inga underarter finns listade i Catalogue of Life.